# Millenniumi templom (Csíkszereda)

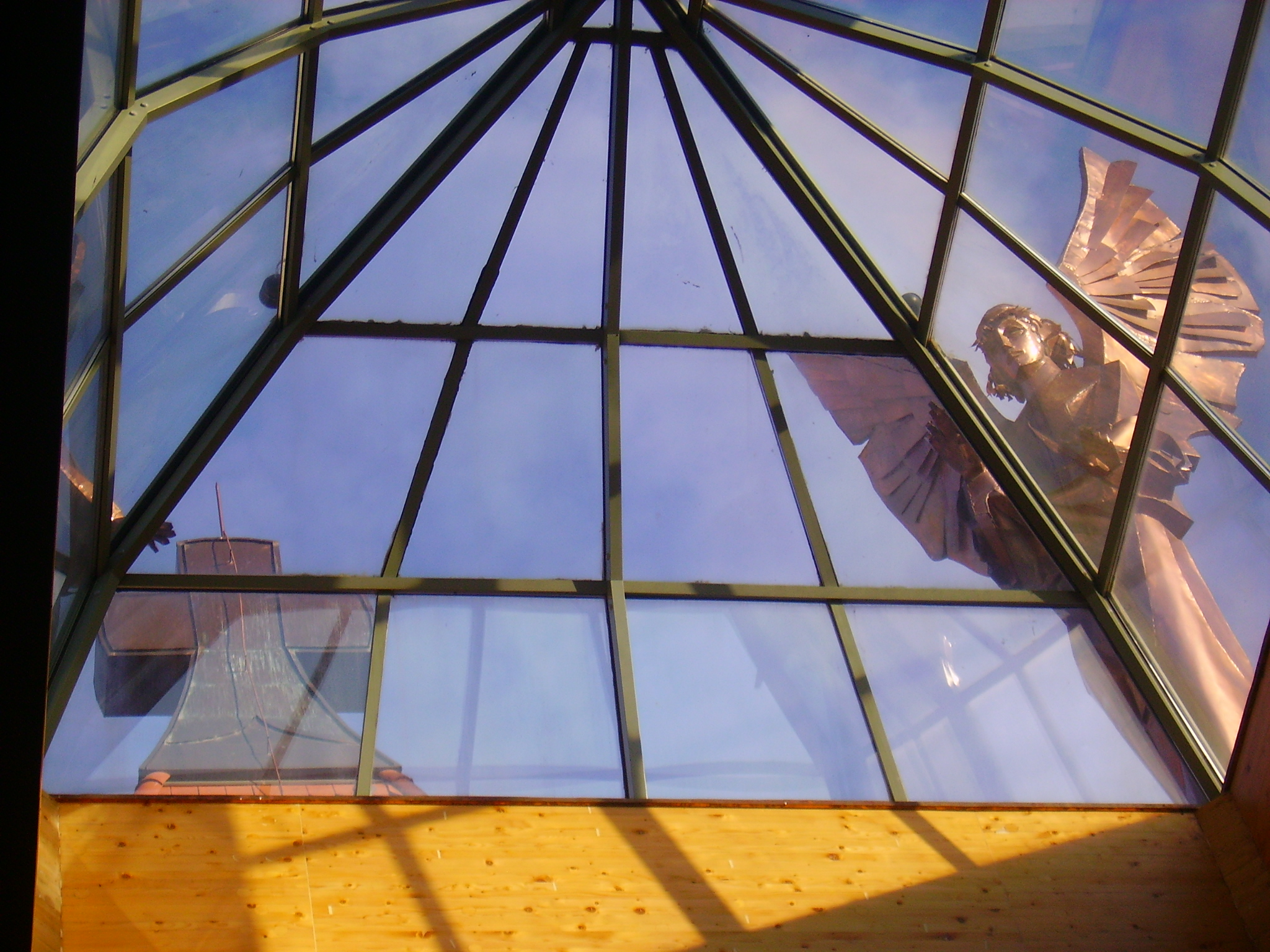
Az üvegkupola az egyik arkangyallal

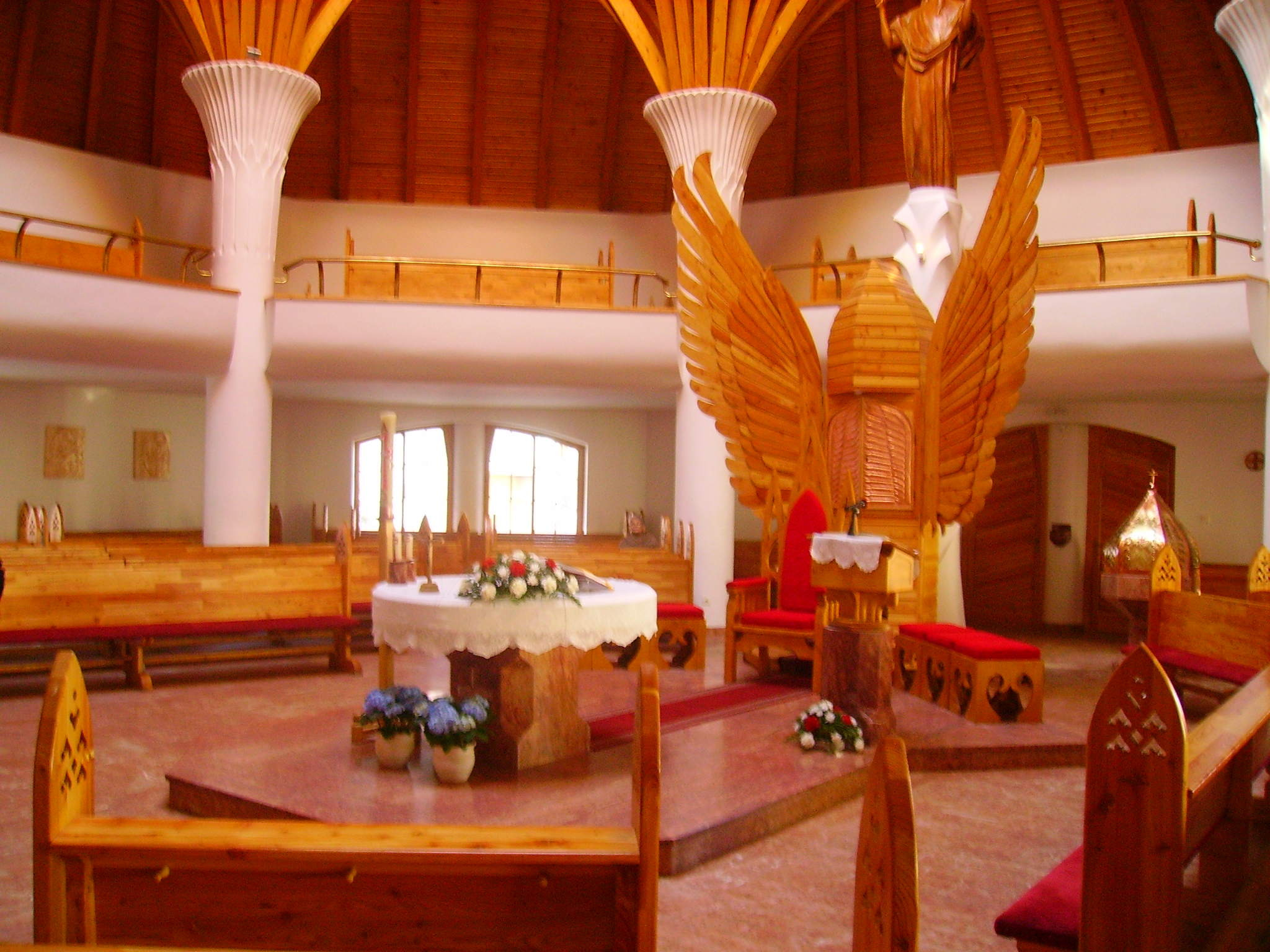
A templom belseje az oltárral

Millenniumi templom néven vált ismertté Csíkszereda 2003-ra  felépült új római katolikus temploma.  A 18. századi barokk műemléktemplom közvetlen szomszédságában (a mai Kossuth utcában) épült fel az új katolikus templom, amelyet 2003. október 18-án,  Nagyboldogasszony és a magyar szentek tiszteletére szenteltek fel.

## Története
Csíkszereda első római katolikus temploma 1751-1758 között  épült, a műemlékké nyilvánított barokk templomot a Szent Kereszt felmagasztalása tiszteletére szentelték fel 1784-ben.
A 19. század végére megyeszékhellyé vált Csíkszereda katolikus közössége számára   már szűknek bizonyult a város egyetlen 18. században épült temploma. A 20. század elején már új templom tervét készítették el, sőt az építéshez szükséges anyagi alapot is összegyűjtötték 1914-re. De csak 2001-ben teljesedett be a csíkszeredai katolikus közösség régi vágya, mely egy nagyobb formátumú templom építése volt.
A Millenniumi-templom megálmodója Darvas-Kozma József plébános,  aki 2001 januárjában kérte fel a világhírű magyar építészt, Makovecz Imrét a templom megtervezésére.   Az építész a tervezést bérmentve elvállalta, és tanítványára Bogos Ernő csíkszeredai építészre bízta a  részletes terv kidolgozását.
A régi, kicsinek bizonyult templom bővítése volt a cél , ezt azonban csak a régi mellett épülő új templom formájában lehetett megvalósítani.
 „A terv lényege: olyan új templom, mely a későbbiekben összekapcsolható a régivel.” (Makovecz Imre).
A terv Millenniumi-templom néven vált közismertté. A templom alapkövét 2001. augusztus 4-én tették le a Magyar Millennium bezárása előtt. Az építést szeptember végén kezdték el. Erdélyben ez az ötödik templom, amely Makovecz Imre tervei alapján épült és az első, amelynek szentelésére sor került.
2003-ra készült el a templom, és október 18-án Jakubinyi György érsek és Tamás József püspök szentelte fel  Nagyboldogasszony és a magyar szentek tiszteletére.

## Leírása
A  kéttornyú centrális templom a magyarság múltját és jövőjét ötvözi. A tornyok előtti kapubejáratok fölött öt-öt kereszt jelképezi a keresztény magyarság tíz évszázadát.
A kapuk  a székely porták jellegzetességei, kapuk díszítőmintái a műemlék templomról valók és a Székelyföldnek sajátos, keresztény motívumai.
A templombelső egy mindent átfogó teret ábrázol, ez a belső tér a jelenlévőkben a végtelenség és a határtalan nyugalom érzését kelti.
A belső tér kúpos, jurta alakú kiképzése,  a sátorház bibliai és magyar örökség is egyben, mely egész Eurázsiában fellelhető.
A sátortető közepét 5X5 méteres üvegkupola fedi. A napfény onnan világítja meg a templombelsőt.  A templom tengelyében álló oltár Krisztust jelképezi, a magasból az üvegkupolán át érkező fény ráesik. A középről szétsugárzó fény világítja meg az oltár körül összegyűlő hívek közösségét, így minden a központra irányul, az oltáron és az oltár körül történik.
A szárnyasoltár formájával méhkaptárra emlékeztet, az őskeresztény forma az áldozatos Szeretet szentségi jelenlétére utal. Mögötte bimbós oszlopon a Feltámadási  szobor áll, 2,40 m magas, moldvai csángó-magyar faluból hozott vadcseresznyefából készült, Nagy Ödön csíkszeredai szobrász alkotása.
Az átlátszó kupola négy sarjkán négy őrálló angyal néz le az oltárra. A vörösrézből készült 5,7 m magas angyalszobrok Szent Mihály, Gábor, Rafael és Uriel főangyalokat  ábrázolják, a  négy sarkalatos erényt jelképezik.
Az angyalok keze védőn tárul ki a templom fölé, jelezve,  Isten minden kegyelmet megadott nekünk.  Az angyalszobrokat ugyancsak Nagy Ödön helyi szobrász készítette.
A templom fontos része a galéria és az alagsor. Az alagsor közepén a Fatimában készült Magyarok Nagyasszonya szobor áll.
Az alagsorban található a Boldog P. Rupert Mayer kápolna.  Ennek szentélyét, Márton Árpád helyi festőművész három freskója díszíti. A bal oldali freskón Szent István és Gizella látható, 996-ban kötött házasságukkal a magyar nép sorsa már a nyugati kereszténységhez kapcsolódott. E nyugati kapcsolatra utal a Boldog Rupert Mayer (1876 – 1945) kompozíció. A harmadik képen  Márton Áron püspök, az erdélyi magyarság kimagasló alakja látható.
A templomhajó falán két 18. századi szobortorzót helyeztek el. Mindkettő 1944 szeptemberében „sebesült” meg. Baloldalt a félig elégett Ajnád-i Krisztus, jobboldalt Nepomuki Szent János szobor látható, amely a Szent Kereszt-templomból való.
Az alagsorban található termek rendeltetése, hogy a közösségépítés mellett a széles körű oktatást is szolgálja, az elemitől a népfőiskolai szintig.
A Millenniumi-templom felszentelésével  valóra vált a csíkszeredai katolikus közösség régi vágya, a műemlék templom az új templommal nem veszíti el liturgikus szerepét,  egységet alkotva kiegészítik egymást.

## Külső hivatkozások
- Csíkszereda, Szent Kereszt Főplébánia
- Makovecz Imre honlapja
- Csíkszereda honlapja Csíkszereda - általános bemutató. Hit és közösség